# سوق القشاشين

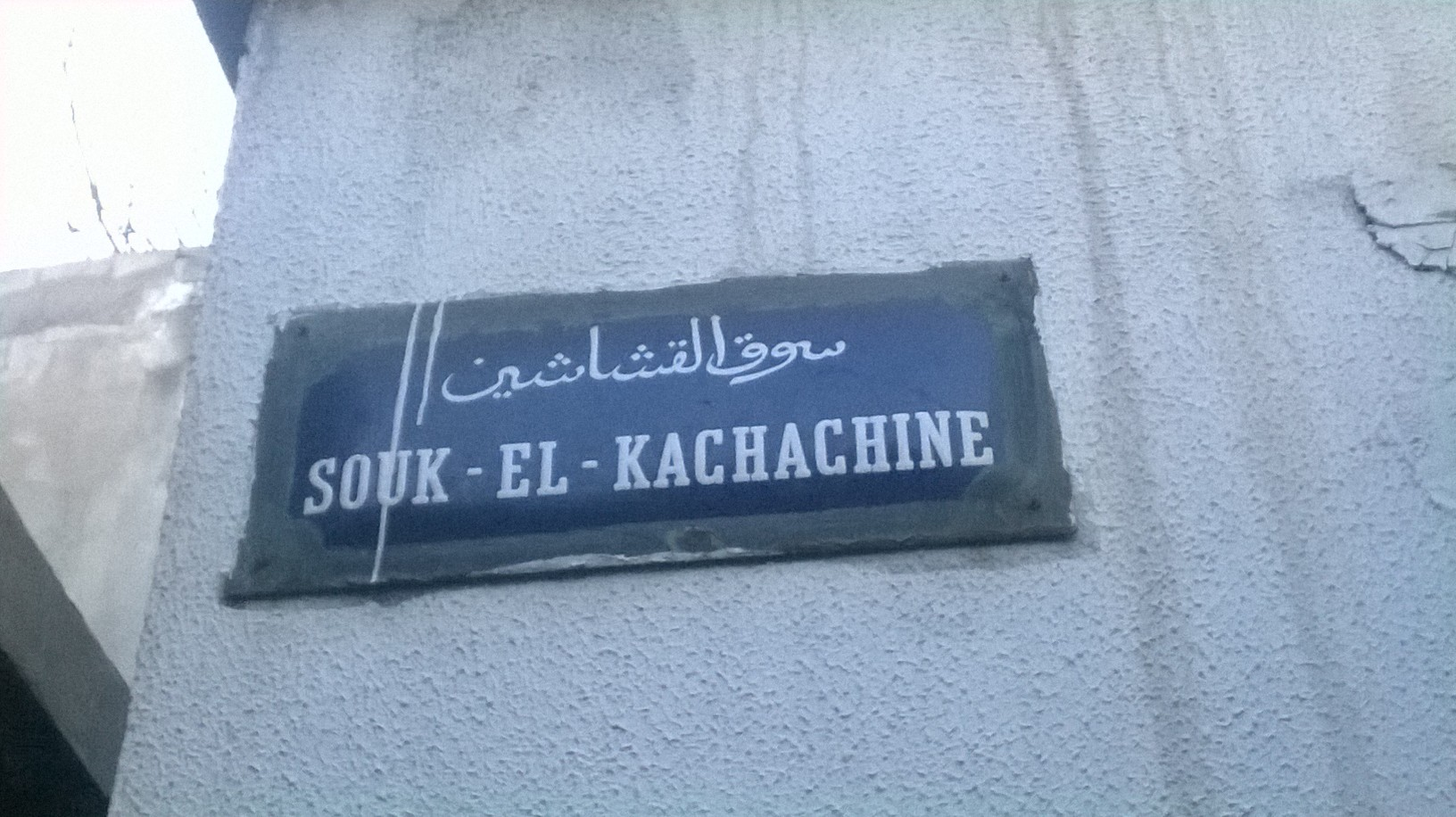
لوحة معدنية تشير إلى سوق القشاشين

 سوق القشاشين أو سوق الملابس المستعملة هي واحدة من أسواق مدينة تونس، متخصصة في بيع الملابس المستعملة.

## الموقع
تقع السوق غرب جامع الزيتونة. ويمكن الوصول إليها عبر سوق النساء.

## تاريخها
تم بناؤه في زمن الدولة الحفصية (1128-1535).

## المعالم

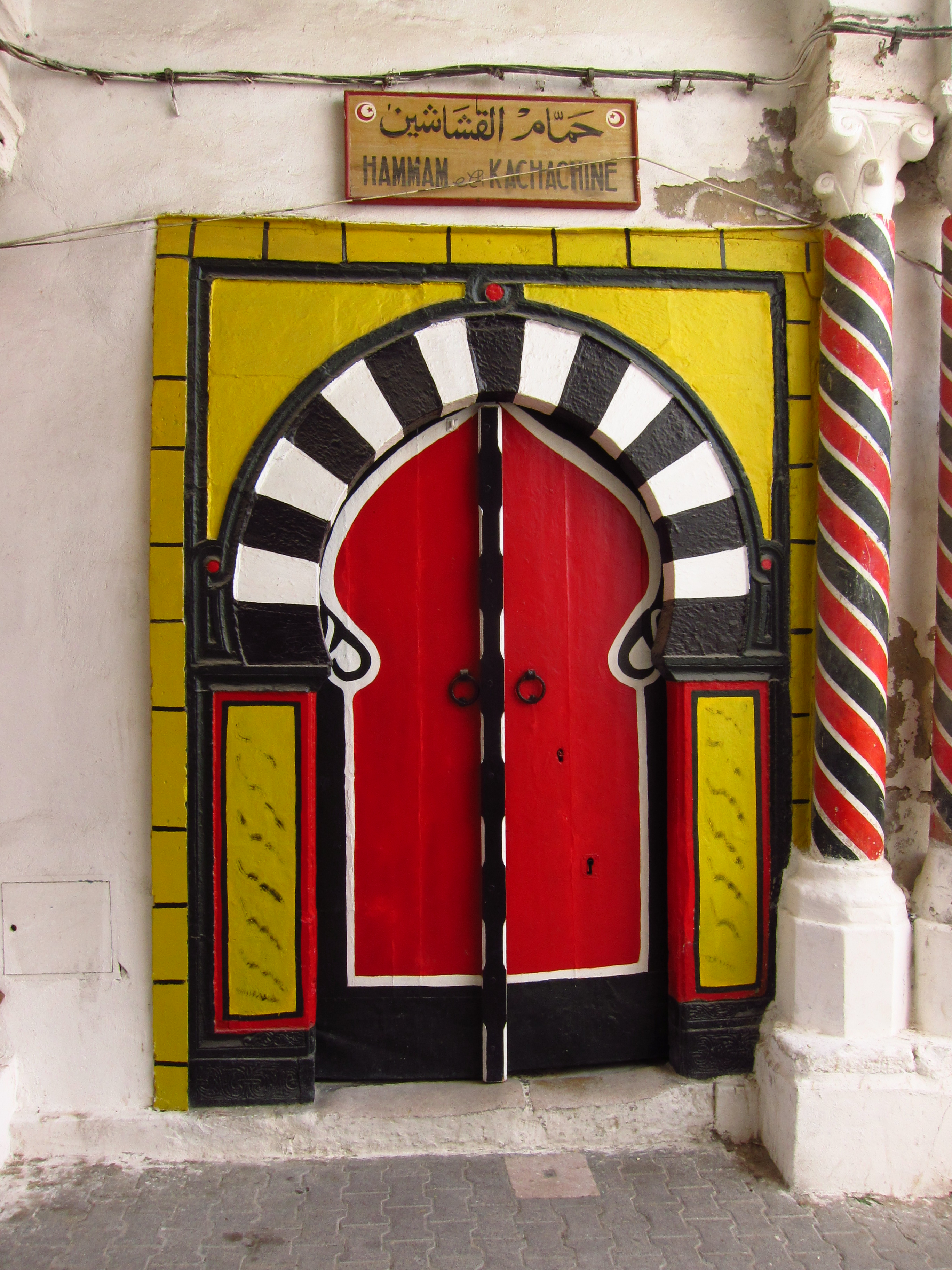
باب حمام القشاشين.

يوجد في السوق حمام عام يحمل نفس الاسم

## شهادات
تشارلز الماند Charles Lallemand الذي زار تونس في أواخر القرن التاسع عشر، يشهد عن هذا السوق قائلا: